# Liste der Eisenbahnstrecken in Peru
Die Liste der Eisenbahnstrecken in Peru enthält die Eisenbahnstrecken, die auf dem heutigen Territorium der Republik Peru angelegt wurden. Nicht berücksichtigt sind kleinere Werks- oder Hafenbahnen ohne Ausgriff ins Umland.
Peru hatte nie ein geschlossenes Eisenbahnnetz. Es gab einzelne Teilnetze und zahlreiche Inselbetriebe. Auch dort, wo scheinbar Netze entstanden, sind diese oft durch einen Wechsel der Spurweiten zwischen den einzelnen Bahngesellschaften nie wirklich zusammengewachsen.

## Legende
| Farbcode      | Farbcode      | Farbcode      | Farbcode                 | Farbcode     | Farbcode  |              |
| ------------- | ------------- | ------------- | ------------------------ | ------------ | --------- | ------------ |
| Chiclayo-Netz | Trujillo-Netz | Nordwest-Netz | Zentralperuanisches Netz | Südwest-Netz | Ilo-Netze | Inselbetrieb |

 Strecke (auch abschnittsweise) in Betrieb

## 1435 mm (Normalspur)
| Bahnstrecke                   | eröffnet                    | Betriebs- einstellung | Länge  | Betreiber | Anmerkungen, Nachweise |
| ----------------------------- | --------------------------- | --------------------- | ------ | --- | --- |
| Cusco–Puno                    | 1876–1908, abschnittsweise  |                       | 385 km | - Staatsbahn - Peruvian Corporation / Ferrocarril del Sur - ENAFER - Ferrocarril Transandino S.A.              | |
| Mollendo–Juliaca              | ab 1870 in zwei Abschnitten |                       | 304 km | - Staatsbahn - Peruvian Corporation / Ferrocarril del Sur - ENAFER - Ferrocarril Transandino S.A.              | Abschnitt Mollendo–La Joya vermutlich ohne Verkehr                                                                                      |
| Lima–La Oroya                 | 1871–1893 (abschnittweise)  |                       | 222 km | - Peruvian Corporation / Zentralbahn - ENAFER - Ferrocarril Central Andino                                     | |
| Ilo–Toquepala                 | 1958                        |                       | 214 km | Southern Copper Corporation                                                                                    | |
| La Oroya–Cerro de Pasco       | 1904                        |                       | 132 km | - Ferrocarril de Cerro de Pasco                                                                                | |
| La Oroya–Huancavelica         | 1908–1933 (abschnittweise)  |                       | 128 km | - Peruvian Corporation / Zentralbahn - Ferrocarril Huancayo–Huancavelica - ENAFER - Ferrocarril Central Andino | Der Abschnitt Huancayo–Huancavelica hatte ursprünglich die Spurweite 914 mm, 2006 bis 2011 umgespurt auf 1435 mm.                       |
| Ilo–Moquegua                  | 1873                        | 1964                  | 98 km  | Staatsbahn | Die im Salpeterkrieg (1879–1884) 1880 zerstörte Strecke ging erst 1909 wieder in Betrieb.                                               |
| Paita–Piura                   | 1875/1877                   | 1959                  | 97 km  | Staatsbahn, später Peruvian Corporation                                                                        | |
| Pacasmayo–Chilete / (La Viña) | 1874, 1907                  | 1877, 1968            | 91 km  | Staatsbahn / Peruvian Corporation                                                                              | |
| Matarani–La Joya              | 1952                        |                       | 87 km  | - Staatsbahn - Peruvian Corporation / Ferrocarril del Sur - ENAFER                                             | |
| Pachacayo–Chaucha             | 1946                        | 2000                  | 80 km  | - Ferrocarril de Cerro de Pasco                                                                                | Inselbetrieb der Ferrocarril de Cerro de Pasco mit Anschluss an die Bahnstrecke La Oroya–Huancavelica. Die Strecke wurde 2005 abgebaut. |
| Pisco–Ica                     | 1868/1871                   | 1956                  | 74 km  | verpachtet - Peruvian Corporation (ab 1940)                                                                    | |
| Eten–Ferreñafe                | 1871                        | 1970er Jahre          | 72 km  | Empresa del Ferrocarril y Muelle de Eten                                                                       | |
| Tacna–Arica                   | 1856                        |                       | 62 km  | Region Tacna                                                                                                   | Grenzüberschreitende Strecke nach Chile, etwa 40 km der Strecke verlaufen auf peruanischem Staatsgebiet                                 |
| Pacasmayo–Guadalupe           | 1872                        | 1968                  | 43 km  | Staatsbahn / Peruvian Corporation                                                                              | |
| Vista Alegre–Goyllarisquisga  | 1907                        | 1929                  | 42 km  | - Ferrocarril de Cerro de Pasco                                                                                | |
| Lima–Ancón                    | 1870                        | 1958                  | 37 km  | - Staatsbahn (bis in die 1920er Jahre) - Peruvian Corporation (ab den 1920er Jahren)                           | |
| Ticlio–Cut-Off                | 1902/1921                   | vor 2005              | 33 km  | - Peruvian Corporation / Zentralbahn - ENAFER - Ferrocarril Central Andino                                     | |
| El Sargento–Cuajone           | 1975                        |                       | 30 km  | Southern Copper Corporation                                                                                    | |
| Vado–Malpaso                  | 1929                        |                       | 10 km  | - Ferrocarril de Cerro de Pasco                                                                                | |
| Callao–Lima                   | 1851                        | 1934                  | 13 km  | - English Railway - Ferrocarril de Lima - Callao & Chorillos - Lima Railway Ltd. - Lima & Callao Railway       | Erste Eisenbahnstrecke in Peru |
| Vitor–Sotillo                 | 1899                        | vor 1932              | 12 km  | - Peruvian Corporation / Ferrocarril del Sur - Staatsbahn                                                      | |
| Ancón–Chancay                 | 1870                        | vor 1884              | ?      | ? | Im Salpeterkrieg (1879–1884) zerstört, nicht wieder aufgebaut                                                                           |
| Lima–Chorrillos               | 1858                        | ?                     |        | - English Railway - Ferrocarril de Lima - Callao & Chorillos - Lima Railway Ltd. - Lima & Callao Railway       | Verlängerung der Strecke Callao–Lima, auch nach 1934 weiter betrieben                                                                   |
| Mollendo–Matarani             | nach 1870                   | ?                     | ?      | - Staatsbahn - Peruvian Corporation / Ferrocarril del Sur - ENAFER                                             | |

## 1067 mm (Kapspur)
| Bahnstrecke           | eröffnet | Betriebs- einstellung | Länge  | Betreiber                                      | Anmerkungen, Nachweise |
| --------------------- | -------- | --------------------- | ------ | ---------------------------------------------- | ---------------------- |
| Besique–Coscachi      | vor 1920 | 1962                  | 45 km  |                                                |                        |
| Cerro Azul-Bahn       | 1868     | um 1945               | 35 km  | - Privatkonzession - British Sugar Corporation |                        |
| Puerto Supe–Paramonga | 1902     | nach 1965             | 7,5 km | Industriebahn der Zuckerfabrik Paramonga       |                        |

## 1000 mm (Meterspur)
| Bahnstrecke                | eröffnet | Betriebs- einstellung | Länge | Betreiber                                   | Anmerkungen, Nachweise           |
| -------------------------- | -------- | --------------------- | ----- | ------------------------------------------- | -------------------------------- |
| Bayóvar–Reventazón         | 1903     | 1920                  | 46 km | Sechura Mining and Industrial Syndicate     |                                  |
| Chancay–Palpa              | 1875     | vor 1927              | 25 km | Empresa del Ferrocarril y Muelle de Chancay |                                  |
| Tambo de Mora–Chincha Alta | 1898     | ca. 1940              | 15 km | Ferrocarril de Tambo de Mora á Chincha Alta |                                  |
| Playa Chica–Huacho         | 1873     | ? (stillgelegt)       | ?     | ?                                           | Werksbahn der Salinen von Huacho |

## 914-mm-Spur
| Bahnstrecke                          | eröffnet                        | Betriebs- einstellung | Länge  | Betreiber                                                                     | Anmerkungen, Nachweise                                                                                                 |
| ------------------------------------ | ------------------------------- | --------------------- | ------ | ----------------------------------------------------------------------------- | --- |
| Ancón–Sayan                          | 1912                            | 1964                  | 174 km | Ferrocarril Noroeste del Perú                                                 | Zwischen Ancón und Chancay gab es von 1870 bis in den Salpeterkrieg (1879–1884) eine 1435-mm-Bahn, die zerstört wurde. |
| Cusco–Quillabamba                    | nach 1925–1978, abschnittsweise |                       | 172 km | - Staatsbahn - Peruvian Corporation / Ferrocarril del Sur - ENAFER - PeruRail | Der Abschnitt Santa Ana–Quillabamba wurde nach einem Erdrutsch in den 1990er Jahren aufgegeben.                        |
| Chimbote–Huallanca                   | 1872                            | nach 1970             | 139 km | Staatsbahn / Peruvian Corporation                                             | |
| Huancayo–Huancavelica                | 1922–1926                       | 2006                  | 126 km | Staatsbahn                                                                    | 2006 bis 2011 auf 1435 mm umgespurt                                                                                    |
| Tambo del Sol–Pucallpa               | nach 1919                       | nach 1957             | 90 km  | Staatsbahn                                                                    | Nach 1950 teilweise auf 1435 mm umgespurt                                                                              |
| Ferrocarril de Pachitea              | nach 1919                       | nach 1957             | 90 km  | Staatsbahn                                                                    | 1965 war die Strecke abgetragen                                                                                        |
| Puerto Salaverry–Ascope              | 1876                            | ca. 1967              | 63 km  | Staatsbahn / Peruvian Corporation                                             | |
| Lima–Lurín                           | 1918                            | 1964                  | 63 km  | - Peruvian Corporation - Staatsbahn (ab 1932)                                 | [ 4 ] |
| Pimentel–Pucalá                      | 1916                            | 1982                  | 48 km  | Ferrocarril y Muelle de Pimentel                                              | vor 1916 gab es eine Vorgängerin zwischen Pimentel und Chiclayo                                                        |
| Chicama–Punta Moreno                 | ?                               | ca. 1970              | 45 km  | Zusammenschluss einer Reihe Werksbahnen von Haciendas                         | Im Hafenbereich von Puerto Chicama / Malabrigo bis 2004 in Betrieb                                                     |
| Ferrocarril Minas Ragras–Ricrán      | 1920 oder 1924                  | ? (stillgelegt)       | 32 km  | - Vanadium Corporation of America                                             | Von den 32 km entfielen 7 km auf ein Trajekt über den Punrun-See.                                                      |
| Pativilca Empalme–Boca Río Pativilca | ?                               | ?                     | 9 km   |                                                                               | [ 7 ] |
| Puerto Supe–Calatrava                | ?                               | ?                     | 5 km   |                                                                               | [ 8 ] |

## 762-mm-Spur
| Bahnstrecke           | eröffnet  | Betriebs- einstellung | Länge      | Betreiber                                                                    | Anmerkungen, Nachweise                                                         |
| --------------------- | --------- | --------------------- | ---------- | ---------------------------------------------------------------------------- | ------------------------------------------------------------------------------ |
| Industriebahn Talara  | nach 1888 | 1950 (nach 1965)      | ca. 130 km | London and Pacific Petroleum Company, später International Petroleum Company | nach 1950: Streckenrest als Hafenbahn Talara                                   |
| Industriebahn Lobitos | 1925?     | 1957                  | 102 km     | Companía Petrolera Lobitos Ltd.                                              | Bahnstrecke Lobitos–Máncora (60 km) und Bahnstrecke Lobitos–El Tablazo (42 km) |

## 750-mm-Spur
| Bahnstrecke                     | eröffnet  | Betriebs- einstellung | Länge | Betreiber                                                     | Anmerkungen, Nachweise |
| ------------------------------- | --------- | --------------------- | ----- | ------------------------------------------------------------- | --- |
| Ferrocarril des Minas de Huarón | 1912      | Mitte 1960er Jahre    | 30 km | Compagnie des Mines de Huarón - Ferrocarril de Cerro de Pasco | Das Anfangsstück der Strecke bis Huaraucaca wurde zu einem späteren Zeitpunkt auf 1435 mm umgespurt und ist noch in Betrieb. |
| Ensenada–Pampa Blanca           | 1906      | 1969                  | 20 km | Hazienda Pampa Blanca                                         | |
| Puerto Pizarro–Tumbes           | 1909      | vor 1949              | 11 km | Staatsbahn?                                                   | |
| Piura–Catacaos                  | nach 1886 | 1937                  | 11 km | ab 1925: Peruvian Corporation                                 | ursprünglich: Pferdebahn |

## 700-mm-Spur
| Bahnstrecke                    | eröffnet | Betriebs- einstellung | Länge | Betreiber        | Anmerkungen, Nachweise |
| ------------------------------ | -------- | --------------------- | ----- | ---------------- | ---------------------- |
| Werksbahn der Hazienda Pomalca | ?        | vor 1967              | ?     | Hazienda Pomalca | [ 11 ]                 |

## 600-mm-Spur
| Bahnstrecke                           | eröffnet  | Betriebs- einstellung | Länge    | Betreiber                                                                        | Anmerkungen, Nachweise                                                                                 |
| ------------------------------------- | --------- | --------------------- | -------- | -------------------------------------------------------------------------------- | --- |
| Decauville-Bahn der Hacienda Humaya   | 1881      |                       |          | Hacienda Humaya                                                                  | |
| Ensenada–Chucarapi                    | 1922      | 1969                  | 40 km    | Hacienda Chucarapi                                                               | |
| Eten–Cayaltí                          | nach 1903 | 1979                  | 37 km    | Hazienda Cayaltí                                                                 | 1903 war das Jahr, in dem die Konzession erteilt wurde.                                                |
| Ensenada–Cocotea                      | 1922      | 1969                  | 20 km    | Hazienda Chucarapi                                                               | |
| Überlandstraßenbahn Puerto Supe–Alpas | 1903      | nach 1950             | 16 km    | Empresa del Ferrocarril Supe á Barranca / Ferrocarril de Supe á Barranca y Alpas | |
| Werksbahn der Hazienda Tumán          | ?         | ?                     | 15 km    | Hazienda Tumán                                                                   | [ 12 ]                                                                                                 |
| Ferrocarril Mineral de Cailloma       | ?         | ca. 1970              | 12 km    | Cailloma Mining                                                                  | Die Strecke verband Bergwerke der Cailloma Mining bei Arequipa mit Verhüttungsanlagen bei San Ignacio. |
| Iquitos–Moronochocha                  | nach 1900 | 1934 oder 1935        | ca. 3 km |                                                                                  | |